# 鄒至蕙
鄒至蕙（英語：Olivia Chow；1957年3月24日—），加拿大華裔政治人物，安大略省多伦多第66任市長，曾於2006年至2014年間出任加拿大下議院聖三一—士巴丹拿選區議員，在此之前則從1991年至2005年間任多倫多及其前身大多倫多市議員長達14年。2014年她為了競逐多倫多市長而辭去國會議員席位，於同年10月舉行的市長選舉中屈居第三。她在2023年前市長莊德利辭職後競逐2023年市長補選並且當選。她是聯邦新民主黨黨員，其夫婿為該黨已故黨魁杰克·林顿。

## 生平

### 早年及市政生涯
鄒至蕙生於英屬香港，父親在教育署任公務員，母親則為教師。她13歲時聯同家人移居加拿大多伦多，初期居於該市的兼併區，其後則遷至同市聖占士城一座多層公寓。她父母抵加後未能尋找理想職業，父親只能為中餐館送餐和駕駛的士，母親則在市中心一間酒店的洗衣房工作。鄒父在香港時已間中虐打鄒母，但抵加後隨著壓力日益沉重，對鄒母所施的暴力亦加劇。她父母最終分開，而鄒至蕙則跟隨母親。
鄒至蕙高中畢業後曾到多倫多大學進修哲學和宗教，又在安大略美術學院學習雕塑，並於貴湖大學藝術系畢業。她從政前曾在多倫多的活賢社區中心（WoodGreen Community Services）工作，協助華裔新移民和越南難民融入新環境，又於1981年至1984年間擔任新民主黨士巴丹拿選區國會議員鄧協（Dan Heap）的助理。在鄧協的支持下，她於1985年參與多倫多公校教育局選舉，並當選學務委員，首度出任公職。
她於1991年轉戰大多倫多市議會選舉，當選大多市市中心選區議員，成為大多市首位亞裔女性市議員。她於1997年市選中再度當選該區市議員，順利過渡至1998年大多六市合併後首屆多倫多市議會，再於2000年和2003年的市選順利連任。她曾連續七年被《Now雜誌》的讀者選為多倫多最佳市議員，也曾是唯一一位騎單車上班的市議員。
她出任市議員期間主要關注無家可歸人士的生活狀況、公共交通以及其他有關可持續發展的議題，又反對擴建多倫多市中心機場。她並曾在賴士民擔任市長期間出任市議會預算委員會成員。

### 晉身聯邦政壇
鄒至蕙於1997年聯邦大選首度代表加拿大新民主黨爭奪聖三一－士巴丹拿選區的國會下議院議席，但以1,802票之差敗於爭取連任的自由黨候選人余欣龍。兩人於2004年聯邦大選中再度交鋒，鄒至蕙今次以805票落敗。
鄒至蕙於2005年辭去多倫多市議員職位，並於2006年聯邦大選中與余欣龍在聖三一－士巴丹拿選區第三度交鋒，最終以3,681票壓倒余欣龍順利當選成為該區國會議員，並與丈夫林頓成為加拿大國會有史以來第二對夫妻檔。
2007年，鄒至蕙於國會提出私人草案，要求日本就二戰時逼使20萬名婦女充當慰安婦的行為道歉；法案於同年11月在國會獲一致通過。她其後於2008年聯邦大選中成功連任。
2011年聯邦大選中，鄒至蕙再度連任，所得票數較屈居第二的自由黨候選人袁麗思（Christine Innes）多二萬餘票。新民主黨亦在該屆大選中取得佳績，首度成為官方反對黨；作為黨魁林頓妻子的鄒至蕙亦成為首位擔任國會下議院議員的官方反對黨黨魁配偶。然而，林頓在大選三個月後便因癌病去世；鄒至蕙在治喪期間表現堅強，備受外界推崇。外界關注作為新民主黨高調人物之一的鄒至蕙會否參選黨魁填補亡夫的遺缺；她在同年9月接受加拿大廣播公司訪問時表明無意競逐黨魁，並會在黨魁選舉中保持中立，不表態支持任何一名候選人。
2012年5月，鄒至蕙獲《加拿大移民》雜誌選為加拿大25名傑出移民之一。

### 競逐多倫多市長（2014年）

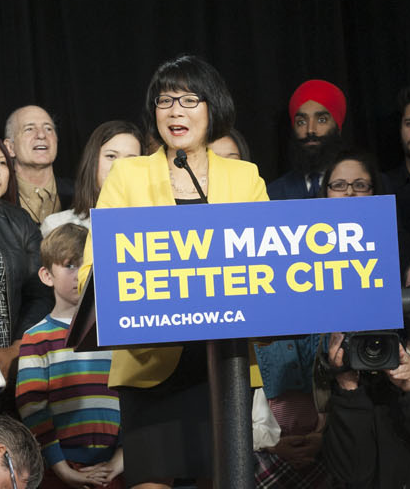
鄒至蕙出席多倫多市長競選活動（2014年）

羅柏特·福特於2010年當選多倫多市長後捲入多項爭議，而2012-13年數項民意調查皆顯示在來屆多倫多市長選舉中，鄒至蕙是最有可能擊敗福特的人選，惹來外界揣測她是否有意參選市長。2014年3月12日，她辭去國會議員席位，並於翌日在抵加後所居住的社區聖占士城正式宣佈參選多倫多市長。她的主要政綱為改善市内公共交通、兒童福利和就業機會，競選承諾包括加密巴士班次、擴充6-11歲兒童的課後活動、以及要求從市政府投得大型基建項目的承建商僱用一定數目的24歲以下多倫多市民，以改善年輕人的就業情況。
鄒至蕙在競選初期仍然在多個民調中領先對手，到了2014年7月卻開始被莊德利反超前，到8月更開始落後於福特。福特於9月因病退選，由其兄長道格·福特替代出戰，但無助鄒至蕙的選情。在2014年10月27日舉行的市長選舉中，鄒至蕙以23.1%的得票率敗於莊德利（得票40.3%）和道格·福特（得票33.7%）屈居第三，無緣出任多倫多市長。
鄒至蕙從2015年3月1日起獲懷雅遜大學任命為該校文學院的客座教授，為期三年。她於同年7月28日宣布從該校休假並競逐同年聯邦大選的新民主黨候選人提名，代表該黨在新成立的士巴丹拿—約克堡選區參選國會下議院議員。她贏取提名後於大選與自由黨候選人魏德方對壘，最終落敗。

### 多倫多市長

#### 競選
2023年4月17日，鄒至蕙宣布參選2023年多倫多市長補選。在宣布竞选后，邹至蕙获得了包括黄慧文，Gil Penalosa,Progress Toronto （页面存档备份，存于）, The Steelworkers Toronto Area Council (STAC) （页面存档备份，存于）等左翼政治人物、社会组织、以及工会的背书。  在接受本地媒体CityNews采访时，邹至蕙提出将“微幅增加地产税，但是她拒绝公布计划增加的具体数字。邹至蕙表示，因为她不确定省级和联邦政府能够给予多伦多的资金数量，也不确定通货膨胀会带给市政财政的压力。在增加地产税之外，邹至蕙提出将出台新的房产空置税。
在政治纲领方面，邹至蕙反对安大略省省长道格·福特所提出的“强市长系统”（Strong Mayor System），亦反对省政府搬迁安大略省科学馆的计划。邹至蕙还提出，将利用市府控制用地，建设25000个控制租金的住房单位。
在住房方面，邹至蕙承诺将空置税从2%提高到3%，并且对价值超过300万加元的住房额外征收豪宅税。加强对租客的保护，阻止租客被房东轻易驱逐。邹至蕙还将要求省府出台切实的房租控制政策，但这一提议遭到《环球邮报》评论专栏作者Marcus Gee的批评。
根据加拿大媒体《国民邮报》2023年5月15日的报道，邹至蕙在宣布竞选市长后曾与名为“加拿大华人同乡会联合总会 （页面存档备份，存于）”的亲北京组织会晤。该组织曾在2019年反对香港民主运动，并且维护北京方面在新疆再教育营议题上的政策。报道还指出，这一组织参与由统一战线所主导的“寻根计划”。邹至蕙通过发言人对事件做出回应，并指出自己自1989年开始就在参与在多伦多举行的纪念六四事件的活动。
2023年6月26日，鄒至蕙於補選中以37.2%得票率勝出多倫多市長選舉，擊敗第二名的前副市長貝安娜，成為候任市長，成為首位當選多倫多市長的華裔加拿大人。

## 個人生活

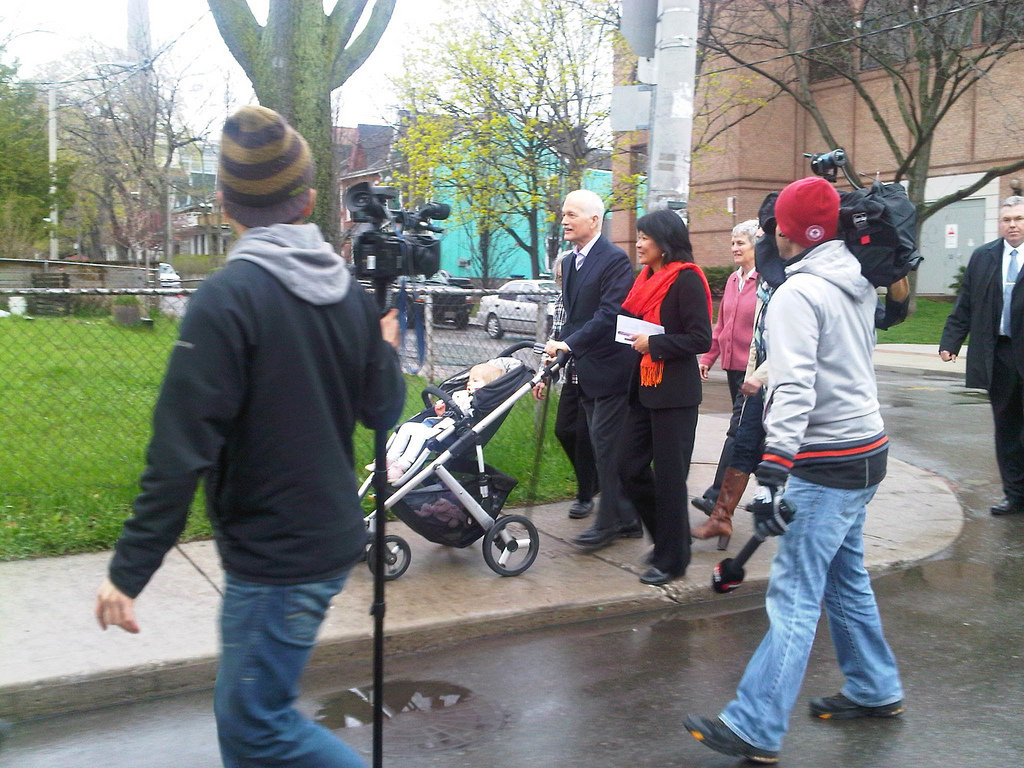
2011年聯邦大選投票日，鄒至蕙和林頓到票站投票

鄒至蕙與林頓於1985年在一場為西乃山醫院籌款的慈善拍賣會中結識，當時他正準備角逐大多倫多市議員席位，而她則首度參選多倫多教育局學務委員。兩人其後開始約會，並於1988年結婚；這是林頓的第二段婚姻。
她於2004年末查出甲狀腺有腫瘤，進行手術切除後又發現甲狀腺有癌細胞，於2005年2月進行放射性碘治療，再於同年公佈自己的抗癌經歷，希望引起公眾對癌症的關注。
林頓於2011年8月22日在多倫多家中病逝，鄒至蕙陪伴在側。她接納總理史蒂芬·哈珀的建議，讓林頓的喪禮破例以国葬規格舉行。喪禮在當地時間2011年8月27日下午在多倫多萊湯遜音樂廳舉行。加拿大總理史蒂芬·哈珀、加拿大總督大衛·勞埃德·約翰斯頓、前總理保罗·马丁，多名著名演奏家以及數千名民衆參與了喪禮。
2013年初，鄒至蕙公佈自己患上第二型雷氏症候群，失去左邊面部神經的控制，但同時表示服藥後病情已好轉，並強調不會影響她當時在國會的工作。

## 著作
- Chow, Olivia. . Toronto: HarperCollins Publishers Ltd. 2014. ISBN 978-1443428293.